# The Wild Geese
The Wild Geese é um filme britânico de 1978 dirigido por Andrew V. McLaglen.
O filme é uma clara crítica aos resquícios do sistema colonial da África e também à presença de tropas cubanas. O filme desmistifica a imagem do mercenário que luta somente pelo dinheiro e mostra que são apenas soldados onde seus perfis são traçados pela amizade, respeito mútuo, medos e sonhos.
O filme teve a assessoria do famoso mercenário Coronel Mike Hoare, também conhecido como Mad Myke, que ficou mundialmente conhecido pelas suas ações na África nos anos 60.
Em 1984 foi feita uma sequência, The Wild Geese II.

## Sinopse
Allen Faulkner (Richard Burton), mercenário profissional é contratado pelo empresário Sir Edward Matherson (Stewart Granger), para resgatar um líder Africano de um país fictício fronteiro ao Burundi, Ruanda e Zâmbia (ou seja, algures no território real do sul e leste da República Democrática do Congo), Julis Limbane. Limbane (do qual Faulkner já foi um treinador de soldados e milícias e pelo qual Faulkner tem alguma simpatia e reconhece como um político honesto e benevolente), foi feito prisioneiro pelo seu sucessor (um antigo militar treinado por Faulkner), e a missão de que Matherson encarrega Faulkner é de recolocar Limbane no poder (o acordo assenta no facto de que, a troco da sua resturação, Limbane assinará com a companhia de Matherson um contrato de exploração de minério de cobre).
Liderando um grupo de 55 mercenários (muitos deles envelhecidos e excepto dois todos brancos), Faulkner parte para a missão acompanhado de profissionais como o anglo-Irlandês Shaun Fynn (Roger Moore), o sul-africano africánder Pieter Coetzee (Harry Krueger e o velho amigo de Faulkner Rafer Janders (Richard Harris). O plano de resgatar Limbane da prisão é bem-sucedido, mas os soldados do governo do país (de um corpo de elite conhecidos como "Simbas" ou "Leões") conseguem ferir gravemente Limbane. Para além disso, em Londres Matherson faz um acordo com o governo actual do país de Limbane, recebendo as mesmas concessões do cobre em troca de não resgaatar Limbane, por isso cancelando o vôo de um avião para o país para resgatar os mercenários, o que os força a viajar através de quilómetros de savana africana a pé levando o ex-presidente ferido. O grupo acaba por descobrir um local onde um padre missionário irlandês guarda um avião, mas são atacados lá pelos Simbas, causando uma luta que provoca várias baixas dos dois lados, custando a vida a Coetzee e Janders entre vários outros. O avião parte, sob fogo dos Simbas, e finalmente aterra em segurança na Rodésia. Limbane morre pouco depois da aterragem devido ao esforço da viagem, os seus ferimentos graves e a falta de tratamentos adequados. Cumprindo uma promessa a Janders, Faulkner vai ter com o filho de Janders, Emile, que frequenta uma escola privada na Suíça, fala sobre o seu pai e fica encarregado de tomar conta de Emile daqui para a frente.

## Elenco
- Richard Burton…Coronel Allen Faulkner
- Roger Moore…Tenente Sean Fynn
- Richard Harris…Capitão Rafer Janders
- Hardy Kruger…Tenente Pieter Coetzee
- Stewart Granger…Sir Edward Matherson
- Winston Ntshona…Julius Limbani
- John Kani…Sargento Jesse Blake)
- Jack Watson…RSM Sandy Young
- Frank Finlay…Fr. Geoghagen, o pregador
- Kenneth Griffith…Arthur Witty
- Barry Foster…Thomas Balfour
- Ronald Fraser…Jock McTaggart
- Ian Yule…Tosh Donaldson
- Patrick Allen…Rushton
- Percy Herbert…Keith

## Tema musical
- The Flight of the Wild Geese, por Joan Armatrading